# Fabi Buteó (mort 220 aC)
Fabi Buteó (en llatí Fabius Buteo) va ser fill de Marc Fabi Buteó (Marcus Fabius M. P. M. N. Buteo). Pertanyia a la gens Fàbia, i era de la branca dels Buteó.
Va ser acusat de robatori i va ser mort conseqüentment pel seu propi pare. Tal com Orosi explica el fet, això hauria passat poc abans de la Segona Guerra Púnica.